# Quercus pumila
Quercus pumila — вид рослин з родини букових (Fagaceae); ендемік у південного сходу США. Цей вид — низький кущ ≈ 1 м заввишки; він сильно клональний; його листя нелопатеве, злегка загнуте і з білим запушенням знизу. Q. pumila росте на сухих піщаних і до суглинистих ґрунтах; він пристосований до вогню і швидко відростає, збільшивши виробництво жолудів після згорання. Етимологія: лат. pumilus — «карликовий».

## Опис
Це листопадний або пізньолистопадний кущ, що досягає приблизно одного метра у висоту. Цей вид сильно клональний, поширюється довкола підземними пагонами. Кора від сірої до темно-коричневої. Гілочки від сіро-коричневих до червонувато-коричневих, від рідко до рівномірно запушені. Листки зворотно-ланцетні або вузько еліптичні, 2.5–10 × 0.5–3 см; основа округла або злегка гостра; верхівка загострена, часто закінчується дрібним зубом; край цілий, часто підкочений; верх блискучий темно-зелений, голий, опуклий; низ сіро-коричневий, густо запушений, рідко голий; ніжка листка волохата, завдовжки 2–5 мм. Цвіте навесні. Жолуді однорічні, горіх від кулястої до яйцеподібної або широко довгастої форми, 9.5–15 × 9–12 мм, смугастий, гладкий; чашечка заввишки 5–12 мм і 10–15 мм завширшки, укриває 1/3–1/2(2/3) горіха, з притиснутими, сіруватими запушеними лусочками.

## Середовище проживання
Ендемік у південного сходу США: Алабама, Флорида, Джорджія, Міссісіпі, Північна Кароліна, Південна Кароліна.
Населяє сухі піщані ґрунти саван, низькі хребти та дубово-соснові чагарники, іноді росте на узліссях слабо дренованих ділянок; на висотах 0–100 м.

## Використання
Нечасто використовується як декоративний.

## Загрози й охорона
Сосново-дубові чагарникові спільноти, які займає Q. pumila, перебувають під загрозою придушення пожеж, що дозволяє більш високим видам зазіхати на цей вид. Однак наразі немає повідомлень про широкомасштабне скорочення населення. Вид вважається не загроженим і тому не є об'єктом основних природоохоронних заходів.

## Галерея

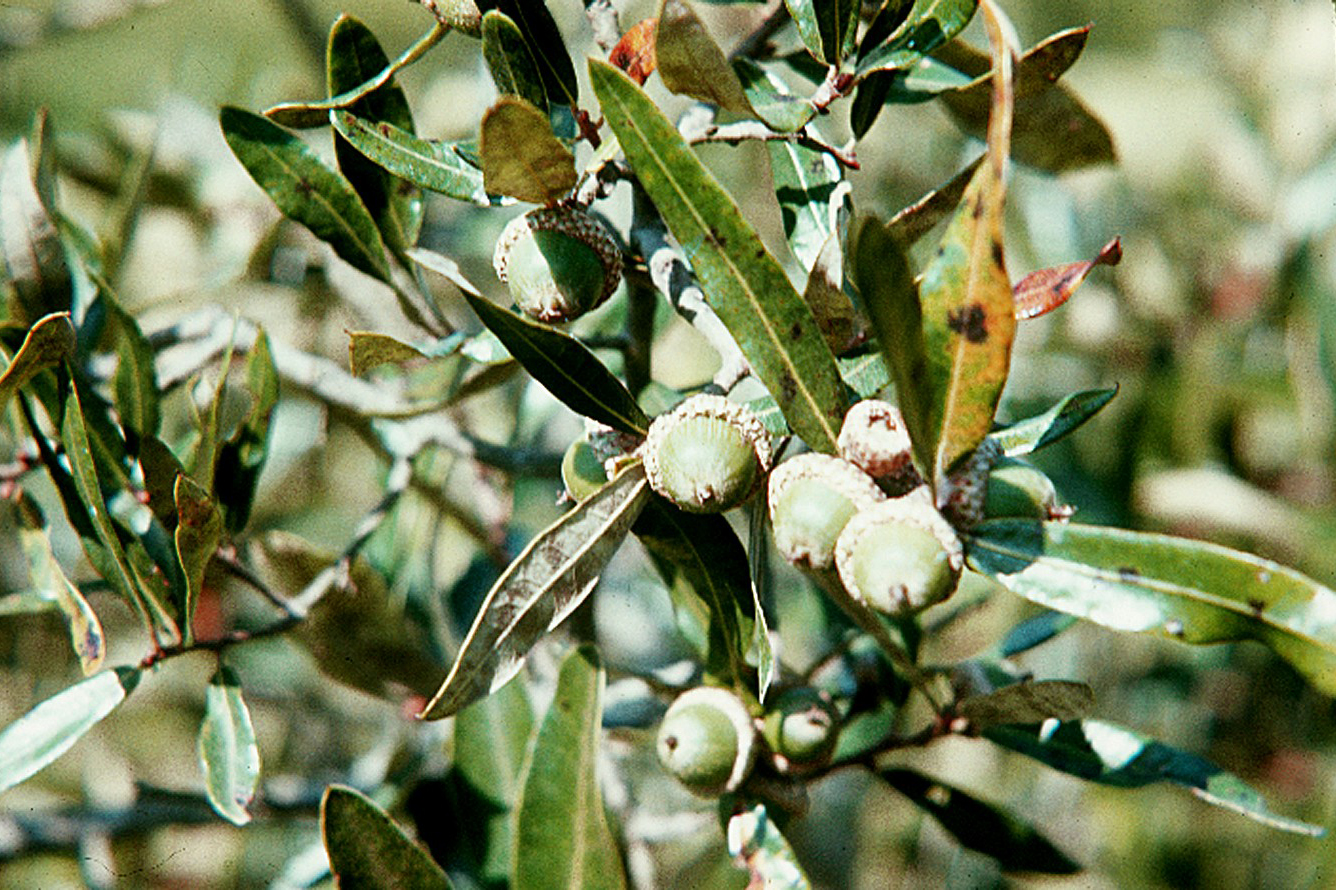
листки й жолуді
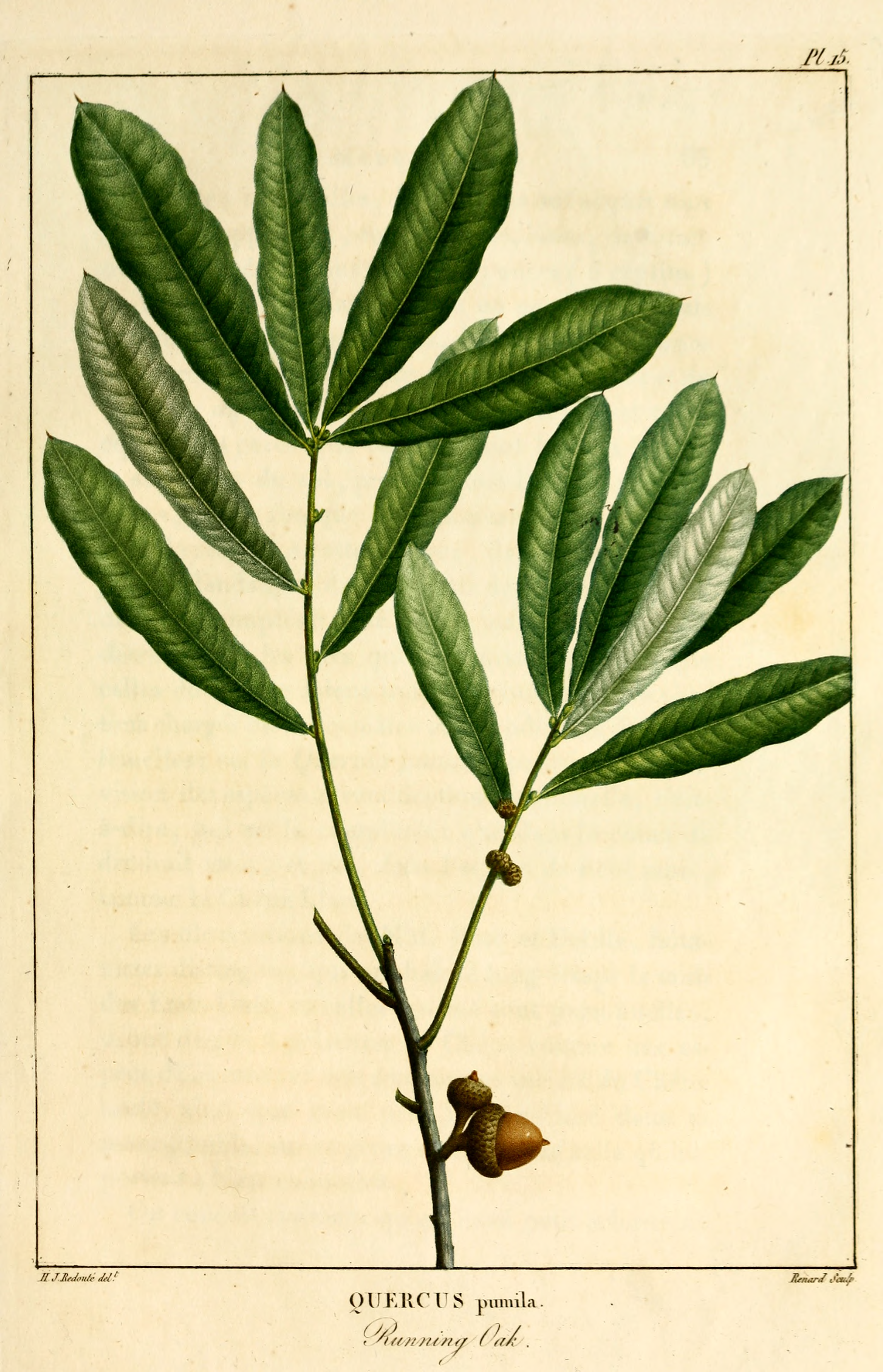
ілюстрація: листки й жолуді
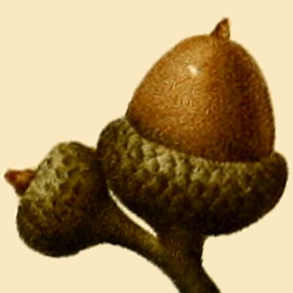
ілюстрація: жолуді